# David Huggins
David Huggins (* 14. August 1959 in London) ist ein britischer Autor und Illustrator.
Huggins, Sohn der Schauspieler Jeremy Brett und Anna Massey, die sich 1962 scheiden ließen, besuchte das Radley College und begann seine Karriere als Illustrator für die Zeitschrift Elle und die Sonntagszeitung The Sunday Times. Seinen Debüt-Roman The Big Kiss: An Arcade Mystery, für den er den Bad Sex in Fiction Award erhielt, veröffentlichte er 1996. Sein zweiter Roman Luxury Amnesia folgte drei Jahre später. Der Roman Me Me Me erschien im Jahr 2001.
Huggins lebt zusammen mit seiner Frau im Londoner Stadtteil Notting Hill.

## Werke (Auswahl)
- Der große Kuß (The Big Kiss: An Arcade Mystery), Haffmans, 1998, ISBN 3-251-00393-3
- Ein einziger Hit (Luxury Amnesia), Haffmans bei Zweitausendeins, 2003, ISBN 3-86150-507-X